# François l'Olonese
Jean David Nau, meglio noto con il soprannome di François l'Olonnais, in italiano François l'Olonese (Les Sables-d'Olonne, 1634 – foce del Rio San Juan, 1671), è stato un pirata nonché criminale e bucaniere francese.

## Biografia
L'Olonese è stato uno dei più noti pirati della storia, famoso già in vita per la sua audacia e intraprendenza e particolarmente temuto a causa della sua propensione ad atti di efferata crudeltà. Era solito uccidere i prigionieri anche dopo aver promesso loro salva la vita in caso di resa, solitamente bruciandoli vivi, squartandoli personalmente con il suo coltellaccio oppure schiacciando loro il cranio con la garrotta. Si guadagnò pertanto il soprannome di Fléau des Espagnols (francese: "flagello degli spagnoli"). Imperversò nel Mar dei Caraibi negli anni '60 del XVII secolo. La sua impresa più famosa è il saccheggio delle città spagnole di Maracaibo e Gibraltar, nell'odierno Venezuela, allora noto come Vicereame della Nuova Granada, avvenuto nel 1666.
In gioventù Jean David Nau lavorò come servo presso un proprietario terriero sulle coste dell'isola di Martinica. Nel 1653 si trasferì sull'isola di Hispaniola, ove conobbe un gruppo di bucanieri e, rimasto impressionato dai loro racconti, decise di unirsi a loro. Si guadagnò in breve tempo il rispetto dei compagni e il terrore degli spagnoli, sicché il governatore francese dell'isola di Tortuga, monsieur De La Place, lo pose a capo di una nave, perché attaccasse i possedimenti spagnoli nei Caraibi.
Dopo un paio di anni di scorrerie, l'Olonese fece naufragio nei pressi di Campeche. Lui e la sua ciurma furono sorpresi dagli spagnoli, ma l'Olonese riuscì a scampare alla cattura nascondendosi tra i caduti. Al largo delle coste cubane, con due sole canoe ed appena 25 uomini di equipaggio, intercettò una nave spagnola inviata a catturarlo e la abbordò. I novanta marinai furono tutti uccisi eccetto uno, che fu rispedito all'Avana a riferire al governatore, che l'Olonese da quel giorno prometteva che mai più avrebbe riservato pietà di ogni sorta a qualunque spagnolo.

Maracaibo, Cabimas, Ciudad Ojeda ed Gibraltar

Nel 1666 l'Olonese si alleò con Michele le Basque ("il Basco"), un altro bucaniere di Tortuga. I due misero assieme un convoglio di 8 navi e 650 uomini e fecero vela per la ricca colonia spagnola di Maracaibo. Sul percorso riuscirono a catturare un'altra nave da carico, dalla quale ricavarono un bottino di 40.000 pesos d'argento, pietre preziose e cacao. Raggiunto il lago di Maracaibo, i bucanieri presero d'assalto prima il fortino che proteggeva la città, poi la città stessa. Poiché però nel corso della battaglia molti cittadini erano riusciti a scappare con i loro averi, i pirati si abbandonarono a feroci torture sui prigionieri per farsi rivelare dove fossero nascoste le loro ricchezze. Il saccheggio di Maracaibo si prolungò per settimane, con la città che ne rimase quasi completamente distrutta. I bucanieri poi mossero verso sud e attirarono in un agguato la guarnigione spagnola di Gibraltar, che fu sconfitta. Estorsero alla città un riscatto di 20.000 pesos d'argento e 500 pezzi d'oro, dopodiché la assalirono comunque e la misero a ferro e a fuoco. Il bottino accumulato ammontava a 260.000 pesos, oltre a grandi quantità di pietre preziose, argento, cacao, tessuti preziosi e schiavi.
Dopo il grande successo di Maracaibo e Gibraltar, l'Olonese ebbe gioco facile a trovare volontari per un'altra impresa: attaccare Città del Guatemala. Nel 1670 riunì quindi 700 bucanieri e partì per Puerto Cabello, che fu saccheggiata, per poi dirigersi verso San Pedro. Sulla via però i bucanieri caddero in un'imboscata e l'Olonese riuscì a stento a sfuggire con alcuni fedeli. Alexandre Olivier Exquemelin riferisce che in quell'occasione l'Olonese, trovatosi per le mani due prigionieri spagnoli, aprì ad uno di loro il petto col coltellaccio, gli estrasse il cuore palpitante e prese a divorarlo, minacciando il secondo di fare altrettanto con lui, se non gli avesse rivelato una via d'uscita dalla regione. I bucanieri superstiti riuscirono in effetti a raggiungere San Pedro, ma furono ricacciati indietro. Tornati sulla loro unica nave rimasta, furono sorpresi da una tempesta, che la fracassò sugli scogli di Pearl-Key. Con i resti costruì una zattera e risalì il fiume San Juan, ma fu attaccato da nativi antropofagi del Darién, che lo catturarono con i suoi ultimi seguaci e, sempre secondo il racconto di Exquemelin, lo fecero a pezzi mentre era ancora vivo, li bruciarono nel fuoco e sparsero le sue ceneri per aria.

## Influenza sulla cultura di massa
- La spedizione dei bucanieri contro Maracaibo e Gibraltar è raccontata nel romanzo Il Corsaro Nero (1898) dello scrittore italiano Emilio Salgari; l'Olonese (impropriamente chiamato Pietro Nau) vi figura appunto come organizzatore e comandante dell'impresa, glissando tuttavia sulla sua indole sadica verso i prigionieri. Nell'adattamento del romanzo, Il Corsaro Nero (1976) di Sergio Sollima, l'Olonese è interpretato da Eddy Fay (Edoardo Faieta).
- Eiichirō Oda, creatore del manga One Piece, ha dichiarato nel quarto tankōbon della serie che il cognome di Roronoa Zoro, uno dei protagonisti, deriva da quello di Nau (in giapponese, l'Olonese si pronuncia in modo simile a Roronoa).
- Nel programma televisivo La filibusta, il personaggio dell'Olonese venne recitato da Gianni Magni.
- L'Olonese è citato nel film Totò contro il pirata nero (1964) di Fernando Cerchio.
- Ha ispirato il soggetto per alcuni libri per ragazzi di F. A. Stone: Tortuga, impero della filibusta[2], L'Olonese, il terribile pirata[3], Caraibi in fiamme[4].